# Louise av Hessen-Darmstadt
Louise Augusta av Hessen-Darmstadt, född 30 januari 1757 i Berlin, död 14 februari 1830, var en tysk furstinna, storhertiginna av Sachsen-Weimar-Eisenach. Gift med storhertig Karl August av Sachsen-Weimar-Eisenach (1775). 
Hon blev berömd för den roll hon spelade under sin stats krig mot Napoleon efter slaget vid Jena (1806), för vilket hon blev betraktad som hjältinna och fick en plats i den så kallade Weimarmyten ("Weimarmythos").

## Biografi
Louise var dotter till Ludvig IX av Hessen-Darmstadt och Karolina av Birkenfeld-Zweibrücken, kallad "den stora lantgrevinnan". Hon fick en hög utbildning. 1773 tillhörde hon de kandidater till det ryska hovet av Katarina den stora som tänkbara brudar åt storfurst Paul. 
Hon gifte sig 3 oktober 1775. Äktenskapet var arrangerat och olyckligt och maken hade en uppmärksammad relation med skådespelaren Karoline Jagemann. Louise beskrivs som känslig och reserverad och levde tillbakadraget vid hovet, men hon hade dock ett intresse för litteratur och gjorde sig känd för detta. Goethe tillägnade henne en dikt.
Efter slaget vid Jena 1806, där hennes make slogs på preussisk sida mot Frankrike, erövrades hertigdömet av Frankrike och det övriga hovet flydde och lämnade Louise att ensam möta Napoleon i Weimar. Hon förklarade att maken inte kunde bryta alliansen med Preussen, men lyckades bevara dess självständighet och organisera fransmännens plundringar så skonsamt som möjligt. 
Vid Wienkongressen 1815 lyckades staten behålla allt sitt territorium och upphöjas till storhertigdöme tack vare henne. Efter detta drog hon sig åter tillbaka från det politiska livet.

## Barn
- Luise Auguste Amalie (1779-1784)
- Karl Fredrik, storhertig av Sachsen-Weimar (1783-1853); gift 1804 med Maria Pavlovna av Ryssland (1786-1859)
- Carolina Luise (1786-1816); gift 1810 med Fredrik Ludwig av Mecklenburg-Schwerin (1778-1819)
- Carl Bernhard (1792-1862); gift 1816 med Ida av Sachsen-Meiningen (1794-1852)